# بلانزونا
شهر بلانزونا  در بخش بلانزونا در ایالت تیسینودر کشور سوئیس واقع شده‌است که ۱۶٬۸۰۰ نفر جمعیت دارد.

## نگارخانه

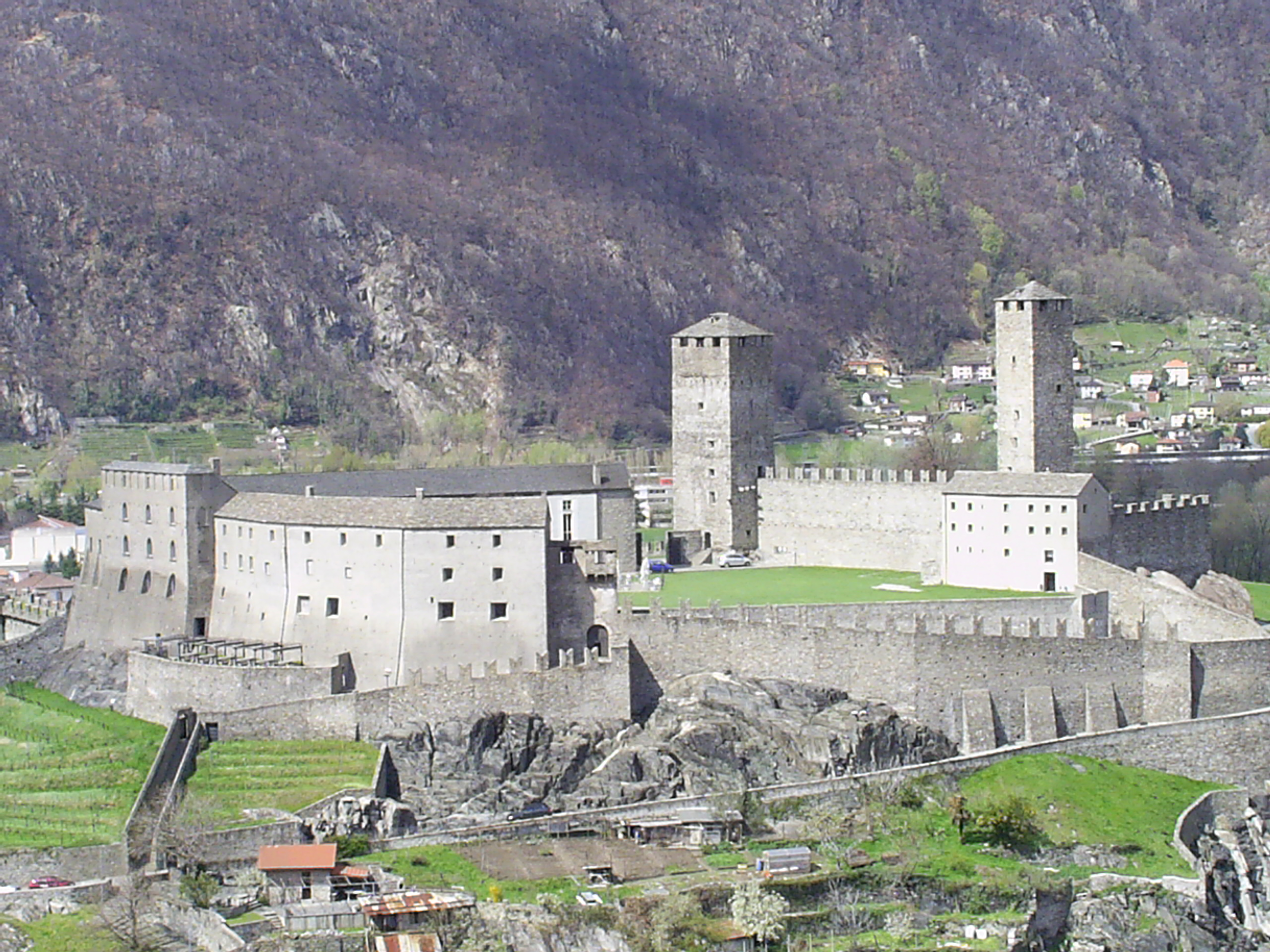
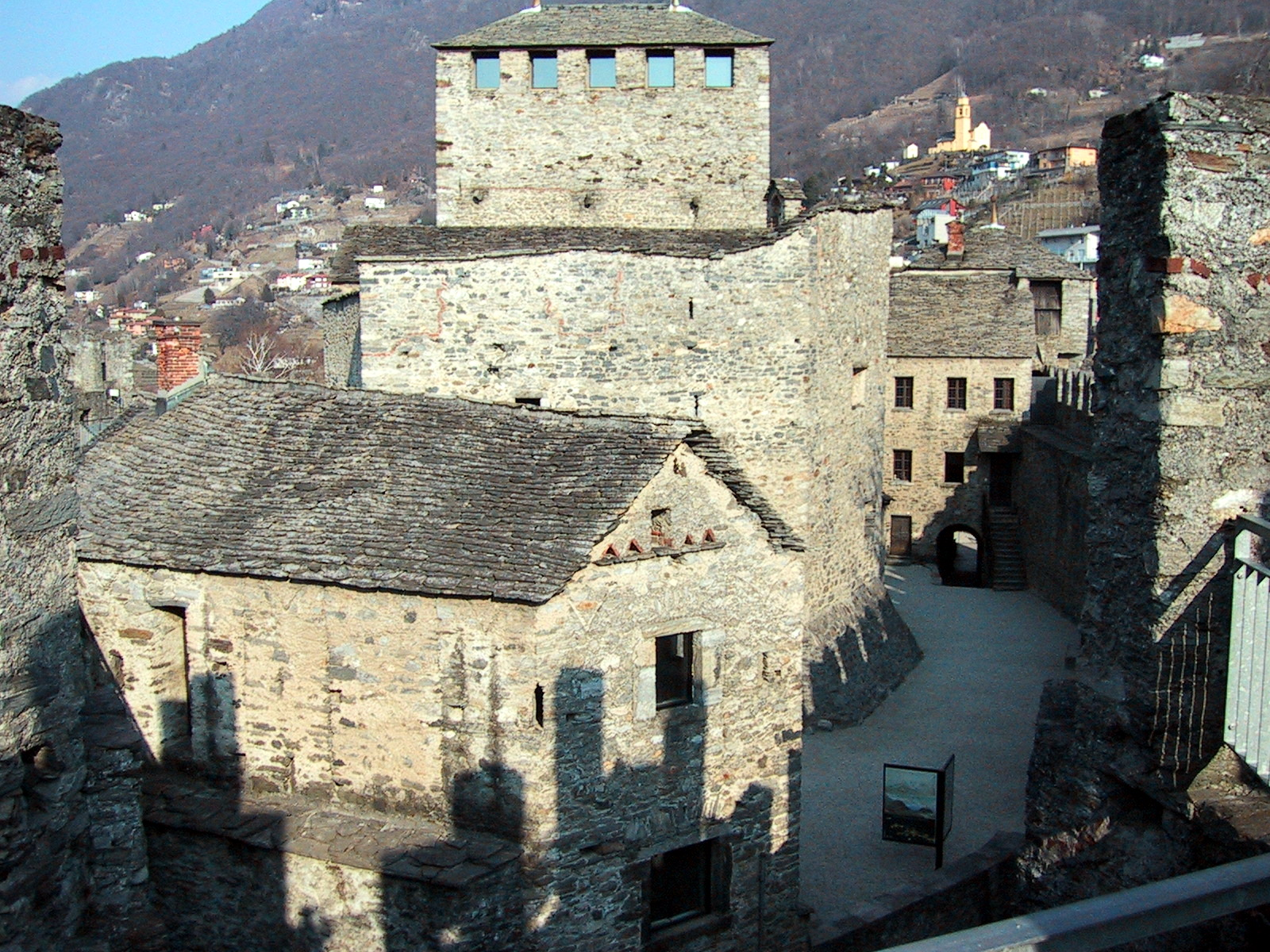
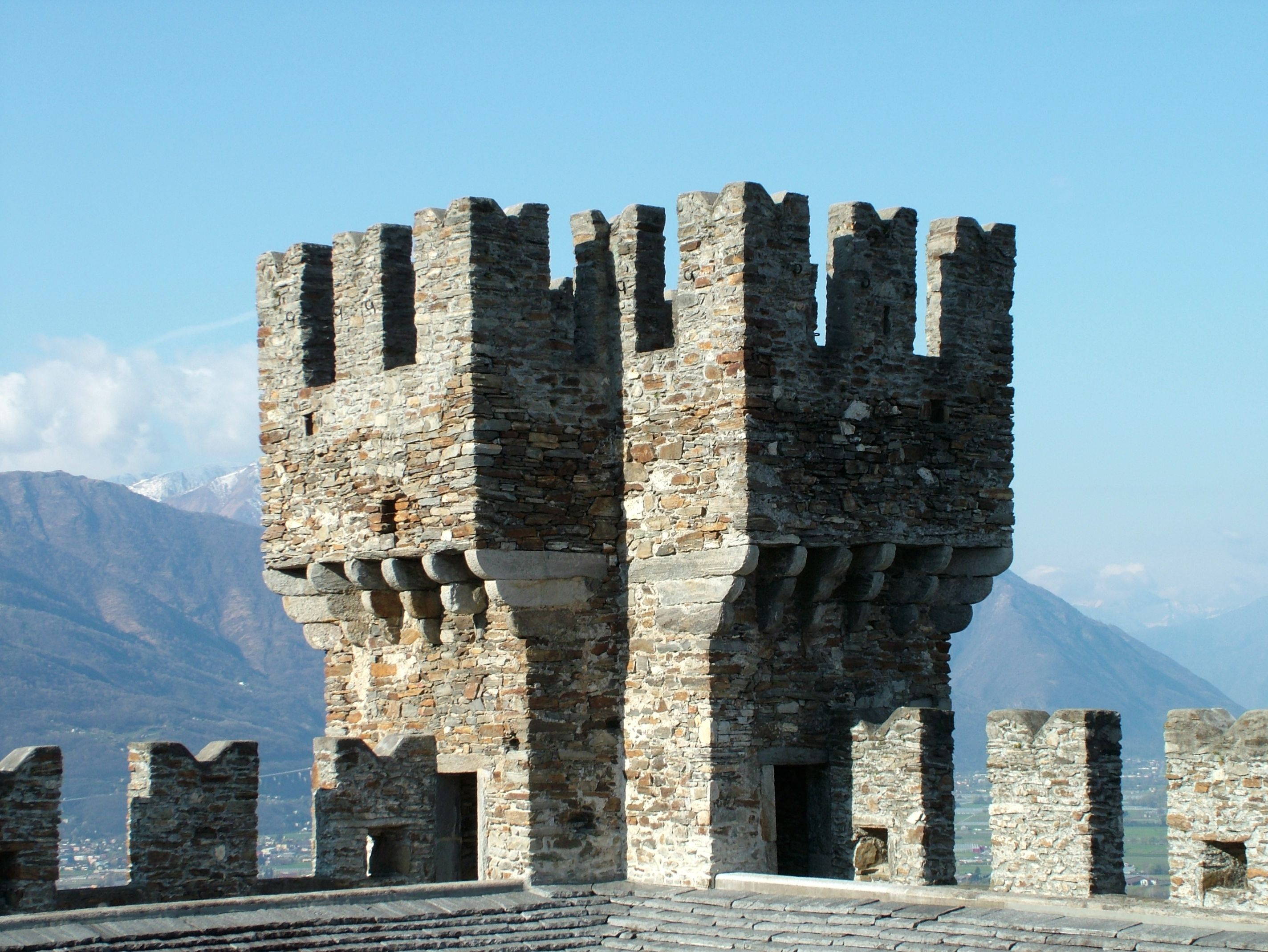
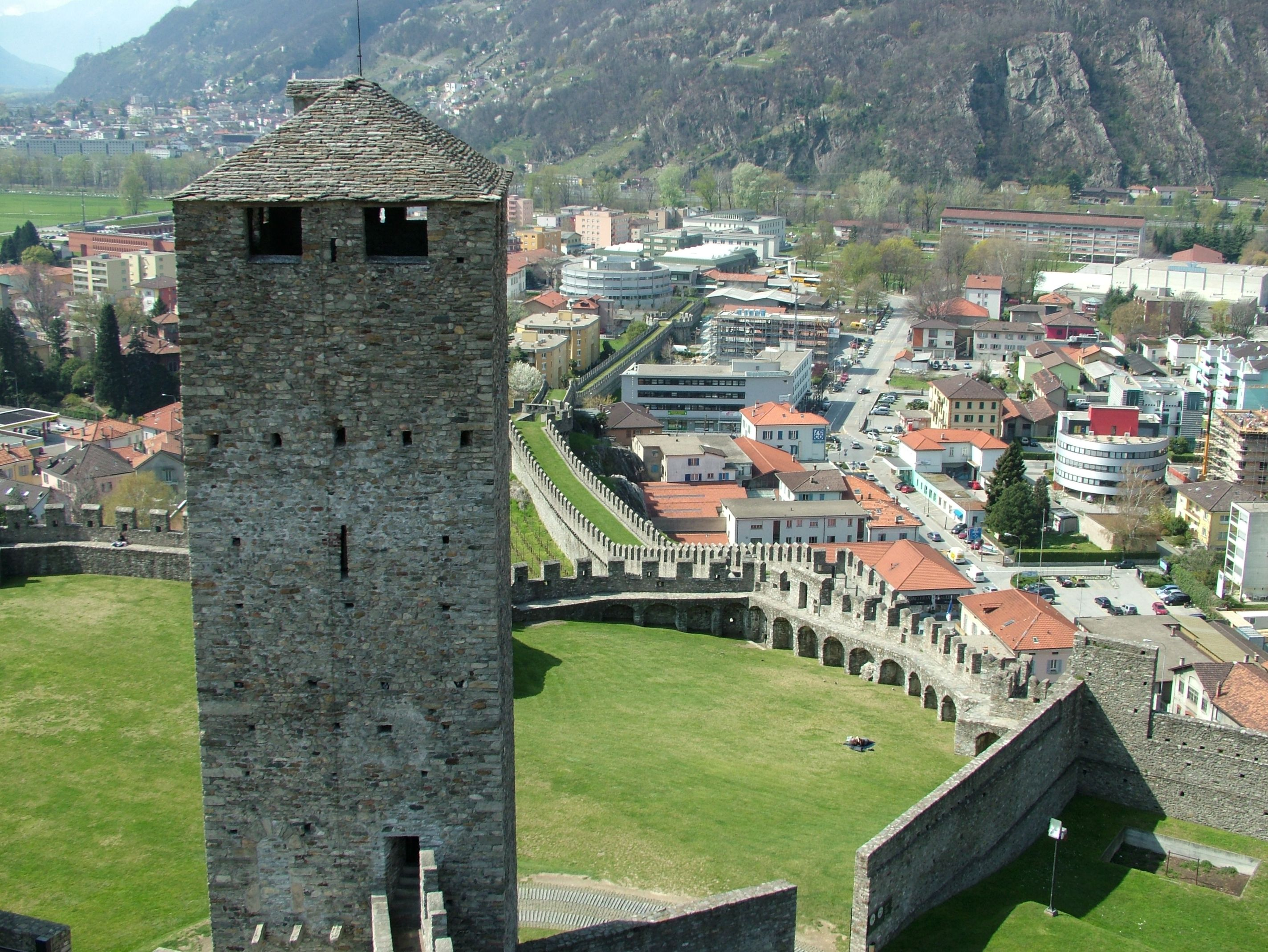
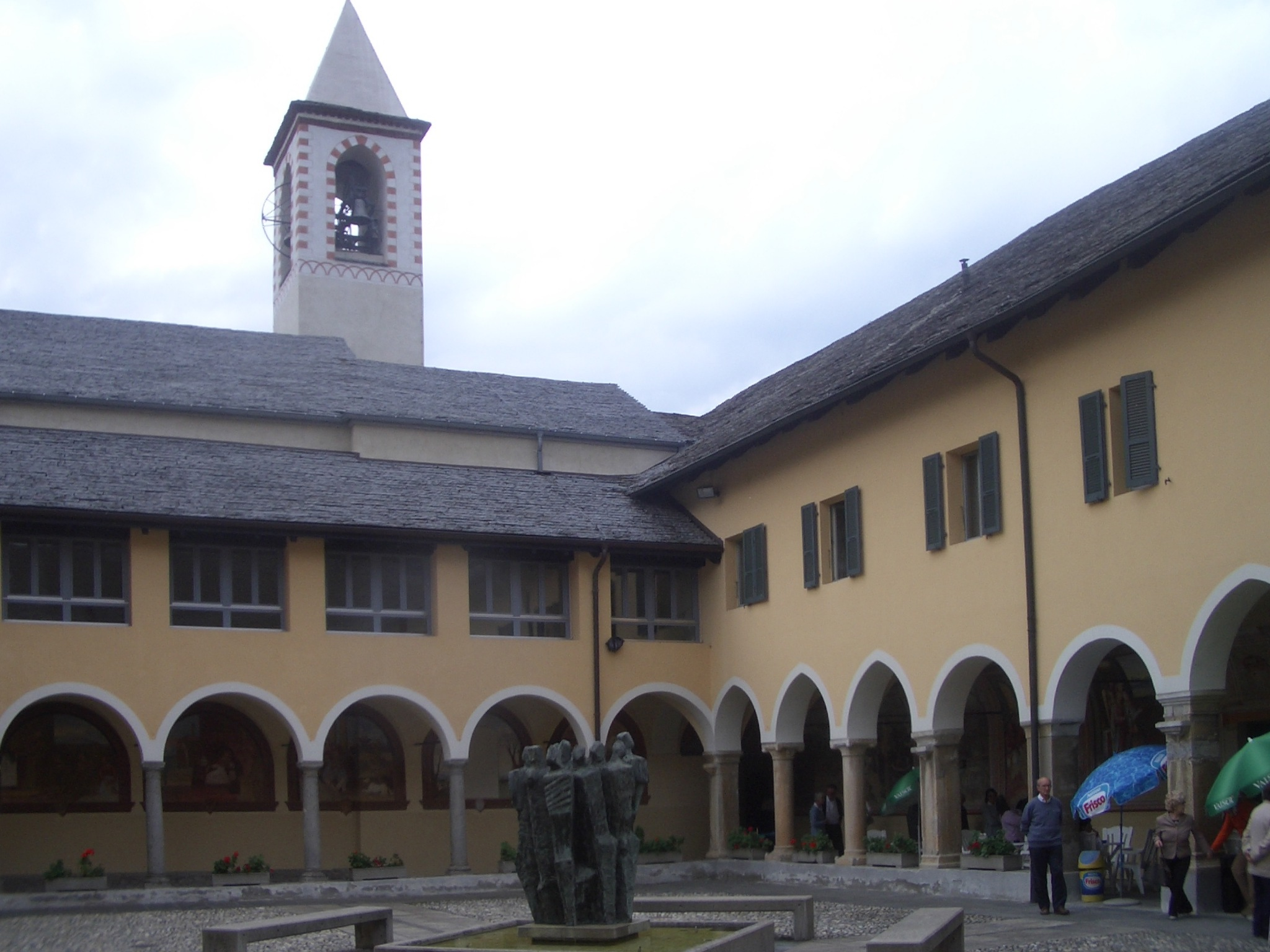
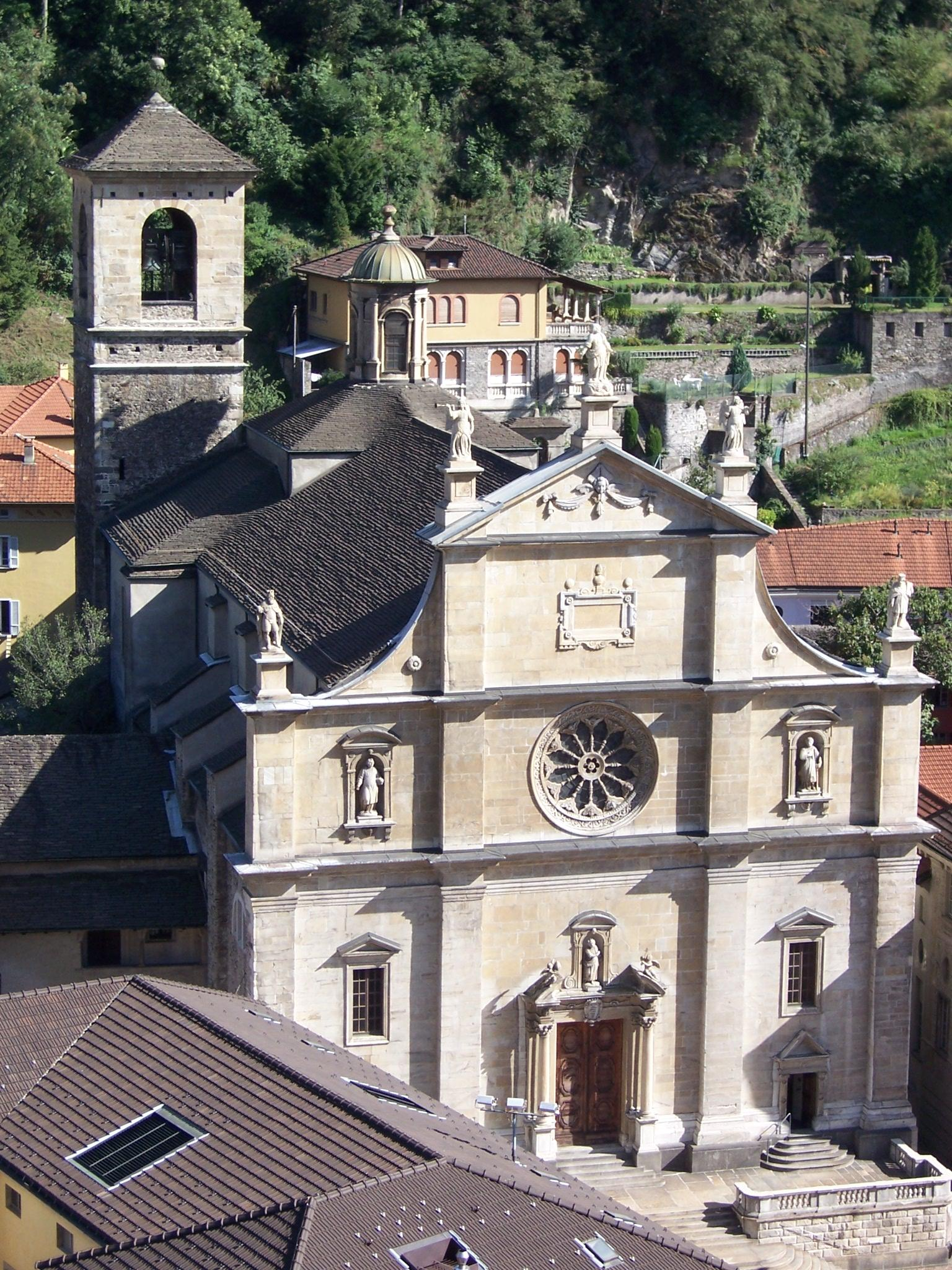
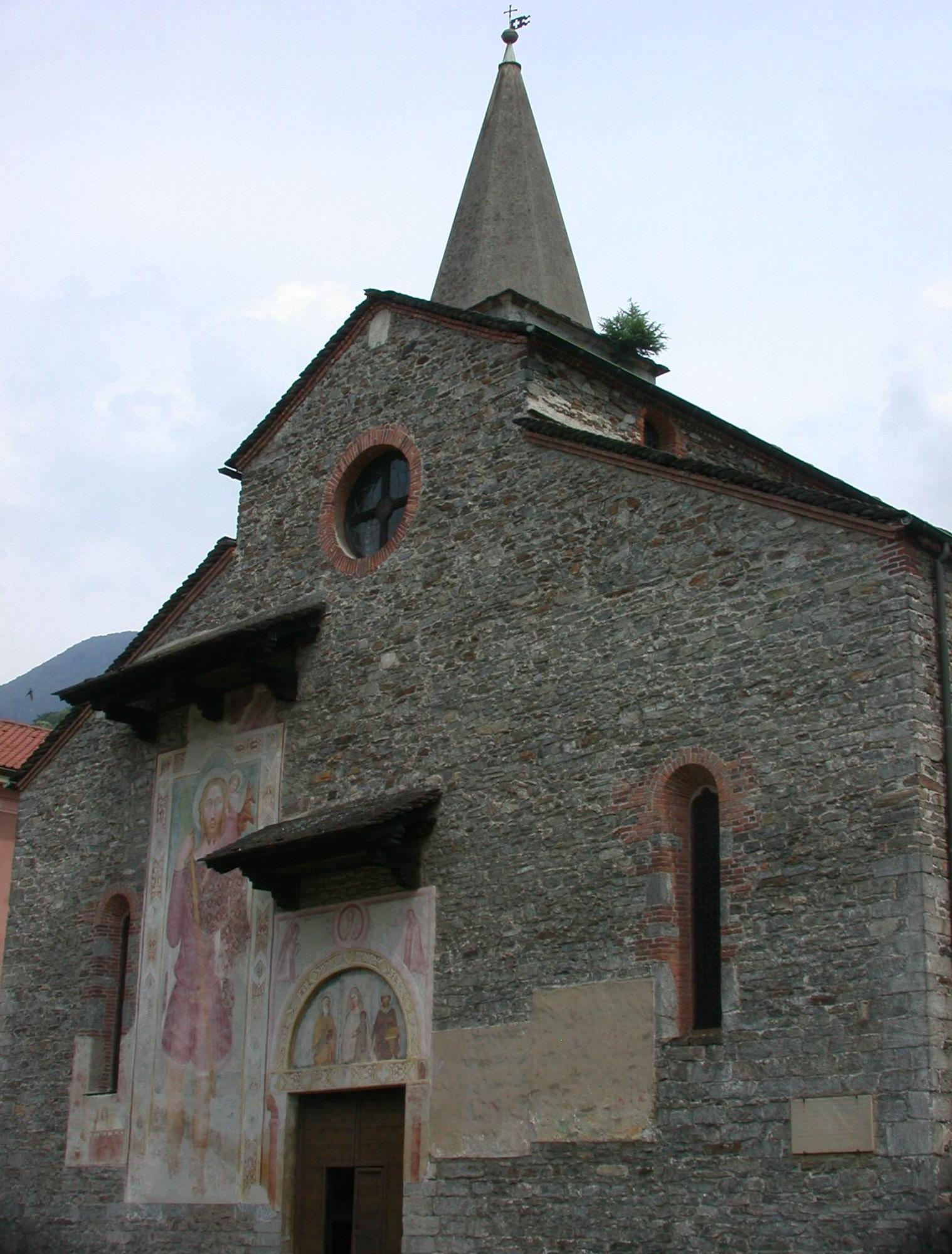
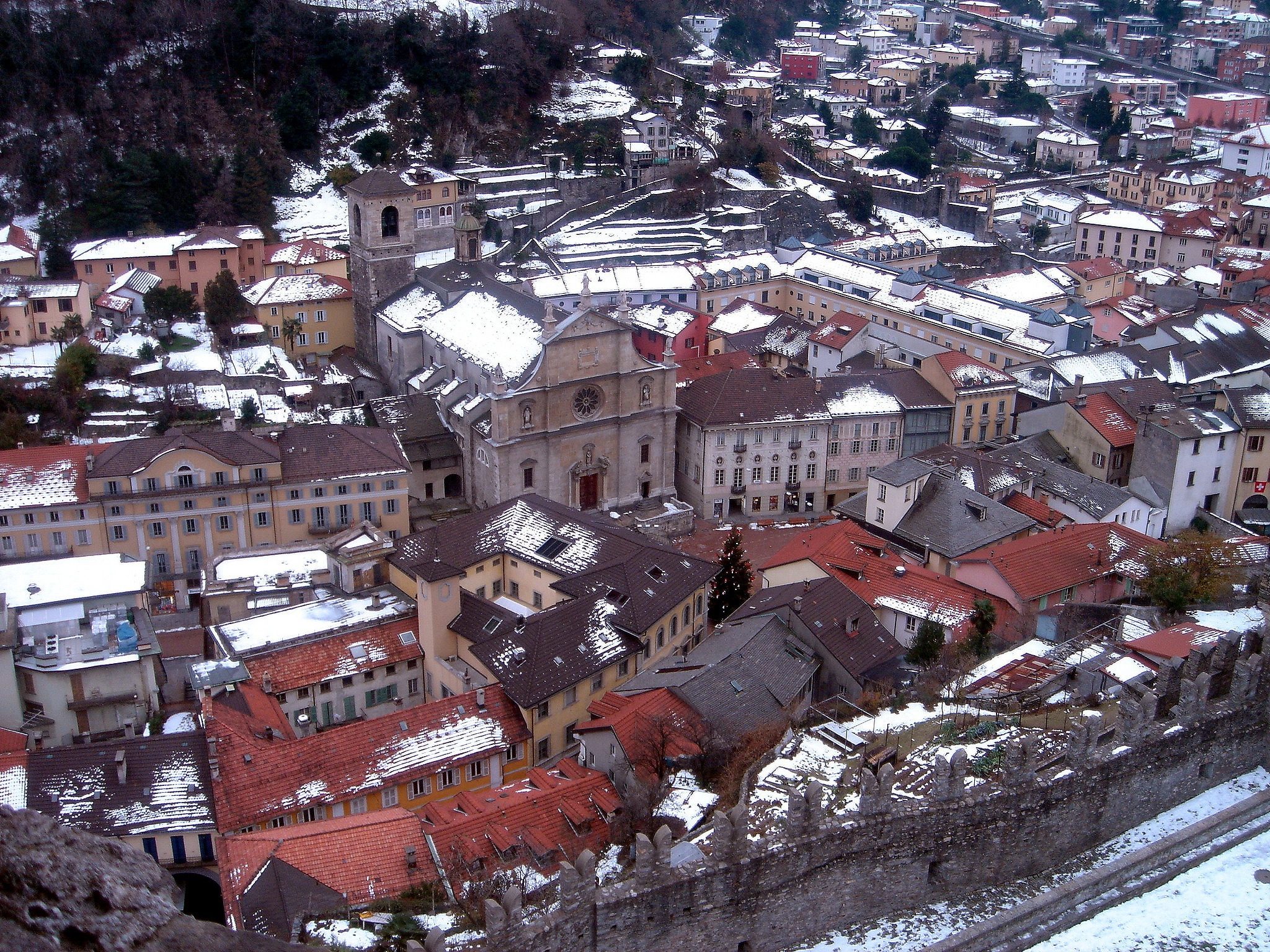
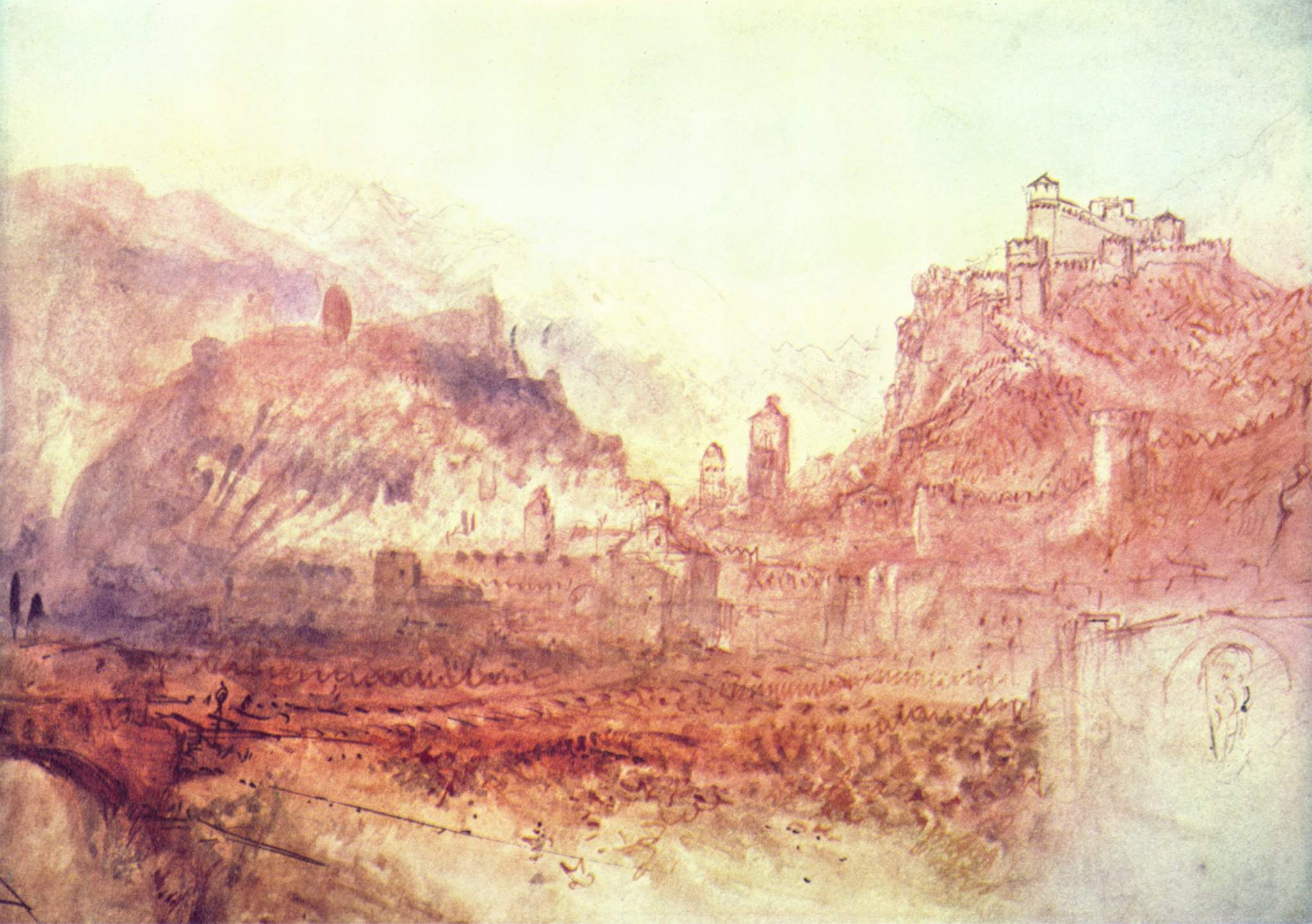